# Tyludden

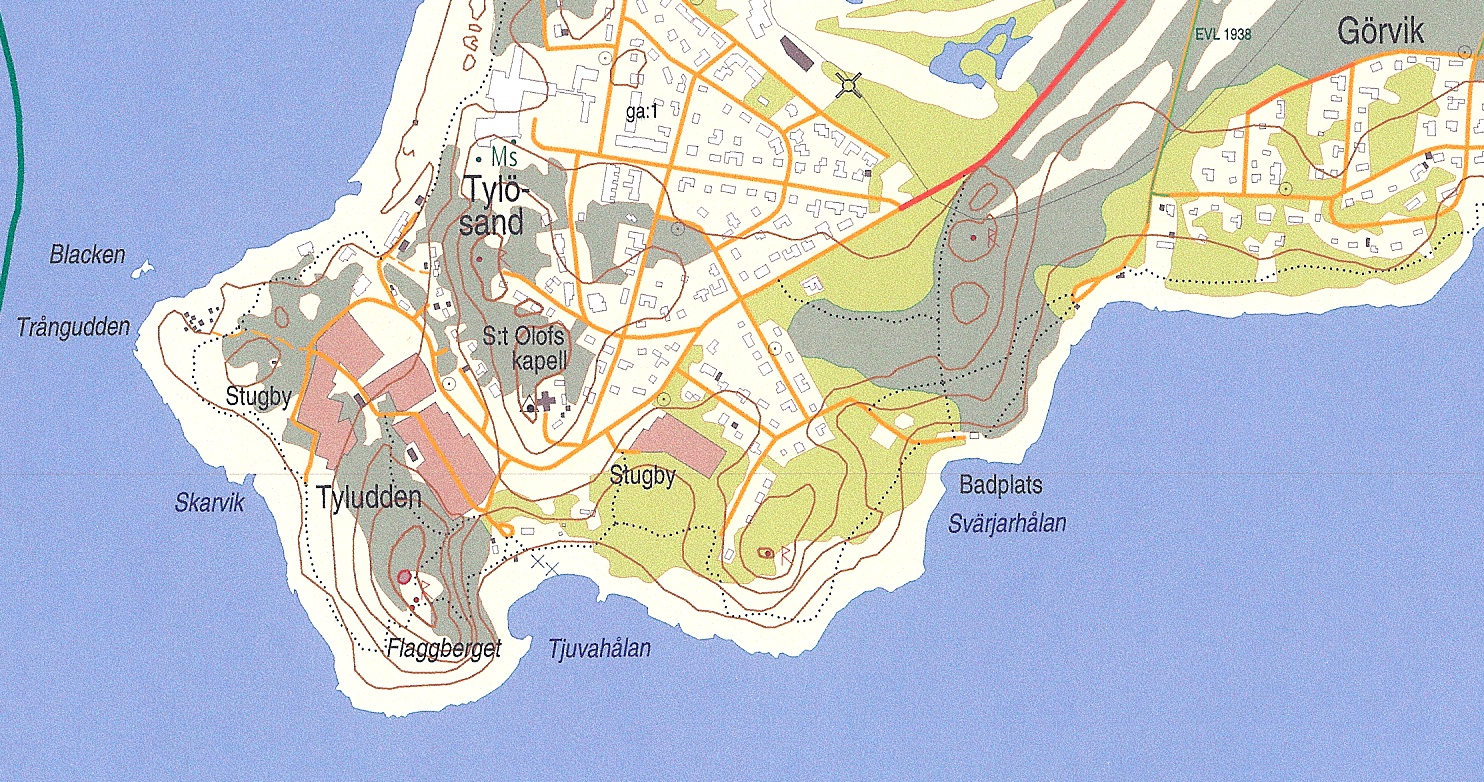
Karta över Tyludden.

Tyludden är en udde och ett fritidshusområde i Halmstads kommun i Halland. Tyludden avgränsas i norr av Tylösands långa sandstrand och Hotel Tylösand samt i sydöst av den lilla viken Tjuvahålan. Västerut ligger Kattegatt och söderut Laholmsbukten. Knappt 600 meter ut i havet ligger fyrön och naturresrvatet Tylön. 
Norra delen av Tyludden benämns Trångudden och den södra Flaggberget som är drygt 25 meter högt. På Flaggbergets krön ligger tre gravrösen med typisk datering bronsålder. Det största röset är 25 meter i diameter och 1,5 meter högt. I skydd av Flaggberget ligger fritidshusområdet Tyluddens fritidsby som 2010 var bebyggd med 384 fritidshus och fyra andra hus över 384 hektar. I anslutning till fritidshusområdet ligger S:t Olofs kapell.